# Райфайзен Банк Интернешънъл
„Райфайзен Банк Интернешънъл“ (на немски: Raiffeisen Bank International) е банка със седалище във Виена, Австрия.
Първоначално създадена като подразделение на „Райфайзен Централбанк“, което да управлява чуждестранните подразделения на банковата група „Райфайзен“, през 2017 година „Райфайзен Банк Интернешънъл“ се слива с „Райфайзен Централбанк“ и днес е централната банка на групата от кооперативни банки, съществуваща от 1927 година. Освен в Австрия, групата има мрежа от свои банки в Централна и Източна Европа, включваща до юли 2022 г. и българската „Райфайзенбанк (България)“. 